# Телико Вилиџ (Тенеси)
Телико Вилиџ (енгл. Tellico Village) насељено је место без административног статуса у америчкој савезној држави Тенеси.

## Демографија
По попису из 2010. године број становника је 5.791.
| Група             | 2000.    | 2010.         |
| Белци             | 0 (0,0%) | 5.695 (98,3%) |
| Афроамериканци    | 0 (0,0%) | 17 (0,3%)     |
| Азијати           | 0 (0,0%) | 19 (0,3%)     |
| Хиспаноамериканци | 0 (0,0%) | 28 (0,5%)     |
| Укупно            | 0        | 5.791         |